# 同和問題にとりくむ宗教教団連帯会議
同和問題にとりくむ宗教教団連帯会議（どうわもんだいにとりくむしゅうきょうきょうだんれんたいかいぎ）は、部落解放同盟によって主導された宗教団体の連帯会議。部落解放・反差別連帯を目的に掲げている。略称「同宗連」。”『同和問題』にとりくむ宗教教団連帯会議”とカッコ書きにて記載される例が多く、「連帯会議」を省いて、単に「同和問題にとりくむ宗教教団」と呼ばれる事もある。

## 概要
1979年（昭和54年）に世界宗教者平和会議で、全日本仏教会理事長の町田宗夫（曹洞宗宗務総長）が「日本には部落差別はない」と発言（町田発言）した事がきっかけで、宗教界に対する糾弾が行われ、これが引き金となり、2年後の1981年に結成された。日本基督教団部落解放センターによれば「現在の加盟教団は64教団、協賛団体は3団体」とあるが、この現在がいつの時点を指すかは明記されていない。1985年に、天台宗延暦寺において同宗連の第九回同和研修会が行われ前述の町田宗夫が基調講演を行った事を全国仏教会の機関誌『全仏』が伝えている。これによれば、部落解放同盟による糾弾会は5回行われ、それによって「自らの真摯な懺悔を根幹として、同和問題への取り組みへの姿勢を切々と語った」「同和問題の解決こそが我々宗教者の真の使命」と述べた。2013年4月11日に行われた第33回総会では開会式に部落解放同盟中央執行委員長の組坂繁之が来賓あいさつを述べている。同総会では「被差別部落問題」「原発と人権」をテーマにした研修会の開催などが報告された。同宗連の著作物として「「連続大量差別はがき事件」に学ぶ」がある。（一財）アジア・太平洋人権情報センター（会長 白石理）（通称ヒューライツ大阪）に、部落解放同盟や大阪市などと並んで、基本財産を出捐している。

## 目的
活動目的については、「よびかけ」と題している。
部落解放同盟ホームページ内に掲載された、同団体系列の解放新聞社が2008年4月21日に報じた、「同宗連第28回総会でのよびかけ」によればによれば以下の通り。
- ①「同宗連」の目的に沿って、加盟教団の相互理解と連帯関係を深めるとともに、未加盟教団への働きかけを強化する
- ②宗教教団（者）としての差別解消に向けた自己変革と、その意思表示をおこなうための「同宗連」活動の充実を図る
- ③部落解放・人権政策確立要求運動をはじめ、人権確立のための運動を自己課題として、積極的なとりくみ体制を整備し活動をすすめる
- ④その他部落差別をはじめとするあらゆる差別の解消に向けての事柄を柱とする

とし、また、具体的事例として「人権侵害救済法」の制定、ハンセン病問題基本法制定署名活動、狭山問題についての啓発教材発行などがあげられた。
また、曹洞宗人権擁護推進本部が2000年に記載した「第20回「同宗連」総会開催の趣旨」によれば、以下を「若干のヒント」に掲げている。
- ①国連の「人権教育の10年」を教団の人権問題のテーマに盛り込む
- ②世界人権宣言や国際人権規約に代表される人権の国際基準を教団内で周知徹底させる
- ③部落差別をはじめとする一切の差別を撤廃する
- ④教団の責任者をはじめとして教団全体に対する研修へと発展させる
- ⑤人権の視点から、教団の活動を見直し人権尊重の教団に作り替える
- ⑥教団としての5ヵ年計画を策定する
- ⑦推進体制の整備と人材の育成

この様に、教団全体の作り変えや、教団全体に対する研修の実施、教育の徹底、未加盟教団への働きかけなどを目的に掲げている。